# 府中市立本宿小学校
府中市立本宿小学校（ふちゅうしりつ ほんしゅくしょうがっこう）は、東京都府中市本宿町にある公立小学校。東芝府中事業所のそばに立地している。

## 概要
1970年に開校した小学校で、当校が位置する本宿町のほか、東芝町・美好町・西府町を学区としている。2023年度の児童数は682人で、10年前（2013年度）の798人と比較すると1.4割ほど減少している。
当校の合唱団は2006年のNHK全国学校音楽コンクール東京都西地区予選で金賞を受賞して以降、何度も同大会で金賞を獲得しており、本選への出場を果たしている。

## クンターブント小学校との交流
オーストリア・ウィーン市ヘルナレス区のハリルシュガッセ通りにある「クンターブント小学校」（GTVS Kunterbunt）と学校間友好協定を結んでいる。1992年8月、府中市とヘルナレス区との間で友好都市提携を締結したのが交流のきっかけとなる。クンターブント小学校とは2001年4月から手紙や作品を送り合うなどして交流がはじまり、2007年10月には教師訪問団を迎え入れて友好親善校協定を締結した。その後も手紙や作品を通じた交流を行っており、昇降口脇には交流コーナーと称した、送られてきた手紙や作品を展示している。

## 沿革
- 1970年（昭和45年）
  - 3月31日 - 府中市立本宿小学校として創立[11]。校舎を落成[2]。
  - 4月1日 - 開校[6]。
  - 4月4日 - 児童受渡式を挙行し、市立府中第一小学校・市立府中第五小学校などから児童387人を移籍[6]。
  - 7月1日 - 校章を制定[6]。
  - 7月9日 - 落成式と開校式を挙行[6]。
  - 7月20日 - プールを落成[6]。
  - 9月21日 - 校歌を作成（作詞：田中冬二、作曲：石田一郎）[6]。
  - 10月31日 - 体育館を落成[6]。
- 1971年（昭和46年）7月1日 - 学区の一部を変更[6]。
- 1972年（昭和47年）
  - 3月31日 - 校舎を増築[6]。
  - 4月20日 - 警視庁より警視庁優良交通部長賞を受賞[6]。
- 1974年（昭和49年）1月12日 - 校舎北側に理科実験用の水田と沼を設置[6]。
- 1975年（昭和50年）3月31日 - 校舎を増築[6]。
- 1978年（昭和53年）
  - 2月28日 - 校地を約899 m2分拡張[6]。
  - 6月26日 - 小プールを落成[6]。
- 1983年（昭和58年）11月21日 - 東京都教育委員会より学校給食優良校として表彰[6]。
- 1984年（昭和59年）9月6日 - 文部大臣より学校給食優良校として表彰[6]。
- 1985年（昭和60年）1月20日 - 楽焼小屋を設置[6]。
- 1989年（平成元年）
  - 4月10日 - ランチルームを設置[6]。
  - 11月22日 - 本宿学童クラブ[12]の建設に伴い、北門を移設[6]。
- 1999年（平成11年）10月1日 - 福祉環境施設を落成[6]。
- 2001年（平成13年）
  - 4月1日 - クンターブント小学校との交流を開始[6]。
  - 7月1日 - 学校運営連絡協議会が発足[6]。
- 2002年（平成14年）4月1日 - 少人数指導を算数科目で開始[6]。
- 2003年（平成15年）6月25日 - 東芝ラグビー部（現：東芝ブレイブルーパス東京）との交流を開始[6]。
- 2006年（平成18年）4月1日 - 南校舎を落成[6]。
- 2007年（平成19年）
  - 2月22日 - 東京都学校歯科保健優良校として表彰[6]。
  - 10月30日 - クンターブント小学校と友好親善校協定を締結[13]。
- 2008年（平成20年）4月21日 - 放課後子ども教室「けやきっず」を設置[14][15]。
- 2009年度（平成21年度） - 西校舎（仮設校舎）を落成[1]。
- 2010年（平成22年）1月1日 - 理科室と視聴覚室を増築[6]。
- 2014年（平成26年）4月1日 - スクールコミュニティー協議会が発足[6]。
- 2016年（平成28年）5月31日 - 西校舎を解体[6]。
- 2017年（平成29年）3月31日 - 農園（学校園）を設置[6]。

## 教育目標
- 自分の考えをもち、やりぬく子ども
- 豊かな心をもち、仲良く助け合う子ども
- 健康安全に気を付け、体をきたえる子ども

出典：

## 施設概要
主な施設を掲載。
- 校舎（5,731 m2[1]）
  - 本校舎 - 鉄筋コンクリート造4階建てで、校地の北側に構えている[1]。1階のプレールームには放課後子ども教室「けやきっず」を設けている[15]。
  - 南校舎 - 鉄筋コンクリート造2階建て
- 体育館（689 m2[1]）
- プール - 25mプールと、100 m2の小プールがある[6]。
- 校庭（10,824 m2[1]）
- 農園（学校園） - 解体した西校舎の跡地に整備した[6]。
- 本宿学童クラブ（学童クラブ）[12]

旧耐震基準で建設された校舎は2009年と2010年に、体育館は2003年に耐震工事を施している。

## 学区
- 府中市
  - 本宿町2丁目（3・7・9・11・13・15・17・19・21・23番地）
  - 本宿町3丁目
  - 本宿町4丁目
  - 西原町1丁目（1・2番地）
  - 東芝町
  - 美好町2丁目のうち4-9番地以外

出典：

## 進学先の中学校
- 府中市立府中第四中学校（府中市美好町）[3]

## アクセス

### 鉄道
- 南武線 - 西府駅から徒歩で約17分

### バス
- 「本宿小学校」停留所（ちゅうバス・京王バス）から徒歩ですぐ

## 周辺
- サミットストア府中西原店
- 東芝府中事業所
- 府中市立本宿体育館
- 本宿町公園